# Peritrichia ursus
Peritrichia ursus är en skalbaggsart som beskrevs av Olivier 1789. Peritrichia ursus ingår i släktet Peritrichia och familjen Melolonthidae. Inga underarter finns listade i Catalogue of Life.